# 菲比·瓦倫西亞·德維賈揚蒂·加尼
菲比·瓦倫西亞·德維賈揚蒂·加尼（Febby Valencia Dwijayanti Gani，2000年2月11日—），印尼女子羽球運動員，出生自中爪哇省三寶瓏。

## 簡歷
加尼自2016年加入針記羽毛球俱樂部。2017年，加尼搭檔庫蘇馬瓦蒂在北蘇拉威西、中爪哇、東爪哇等地舉辦的全國青少年巡迴賽贏得女雙冠軍，並在年底的全印度尼西亞少年羽球錦標賽折桂，她也憑藉這年的成績，在2018年入選國家訓練營。2018年，加尼搭檔欽迪亞尼在印度青少年大獎賽決賽擊敗2018年亞青賽女雙冠軍庫蘇馬／蘇吉阿托。
2021年，加尼與尤爾費拉·巴卡在超級300級別的西班牙大師賽女子雙打決賽，爆冷擊敗賽會頭號種子尼克拉斯·諾爾／艾米麗·馬厄隆，獲得國際賽生涯首冠。

## 主要比賽成績
只列出曾進入準決賽的國際賽事成績：
| 年份   | 賽事                   | 公開賽級別 | 項目     | 搭檔            | 成績 |
| ------ | ---------------------- | ---------- | -------- | --------------- | ---- |
| 2021年 | 西班牙羽毛球大師賽     | 超級300賽  | 女子雙打 | 尤爾費拉·巴卡   | 冠軍 |
| 2021年 | 捷克羽毛球公開賽       | 國際系列賽 | 女子雙打 | 耶西塔·米安托罗 | 亞軍 |
| 2022年 | 東南亞運動會羽毛球比賽 | 其他       | 女子團體 | －              | 銀牌 |

| 2018-2026年 | 總決賽 | 超級1000賽 | 超級750賽 | 超級500賽 | 超級300賽 | 超級100賽 | 國際挑戰賽 | 國際系列賽 | 未來系列賽 | 其他 |